# 尼子勝吉
尼子 勝吉（あまこ かつきち、1884年〈明治17年〉12月23日 - 没年不明）は、日本の商人（醤油商）、醤油醸造家、広島県醤油同業組合長、広島県多額納税者、実業家。備南銀行取締役。

## 経歴
広島県広島市出身。先代忠蔵の長男。神田吉松の兄。広島県立広島商業学校を卒業。安政3年創業の醤油醸造業を承継し、傍ら銀行の重役であり県下の多額納税者に列した。
1926年、広島県醤油同業組合長に就任し、同年に先代退隠により家督を相続した。1927年以来、町総代。1930年、備南銀行取締役に当選。

## 人物
貴族院多額納税者議員選挙の互選資格を有した。趣味は魚釣、書画、骨董。宗教は真言宗。処世の信条は、穏健着実主義。住所は広島市胡町。

## 家族・親族
尼子家
- 父・忠蔵[1]（1861年 - ?、広島平民[13]、醤油醸造業）
- 妻
  - モト（1890年 - ?、広島、橋本吉兵衛の二女）[14][15]
  - 仲子（1896年 - ?、広島、保田二吉の姉）[9][11]
- 長男・清松（1911年 - ?）[9]
  - 同妻・サキ（1914年 - ?、広島、伊藤益蔵の長女）[9]
- 四男（1925年 - ）[9][11]
- 女（1922年 - ）[9]
- 二女（1930年 - ）[9][11]
- 三女（1933年 - ）[9][11]
- 孫[9][11]

親戚
- 保田八十吉（広島県多額納税者、縄屋、醤油醸造業、廣島銀行頭取）
- 松井亮吉（広島県多額納税者、平野屋、酒造業）